# Pithiviers au foin
De Pithiviers au foin of Bondaroy au foin is een Franse kaas uit de Orléanais, met name de omgeving van Pithiviers in de Loiret.
De Pithiviers is een witschimmel kaas, de kaas heeft na het rijpingsproces van zo’n drie weken een natuurlijke witte, licht grijzige korst met daarop meestal nog een klein beetje hooi. Tijdens het rijpingsproces is de kaas afgedekt met hooi (foin = hooi).
De kaas heeft een vrij uitgesproken smaak, iets rookachtig, maar de invloed van het hooi op de smaak is toch beduidend minder dan verwacht. De kaas heeft vrij veel weg van de Coulommiers